# Ökodiktatur
Als Ökodiktatur, gelegentlich auch Öko-Autokratie genannt, wird eine Herrschaftsform bezeichnet, die die als notwendig erachteten Maßnahmen zugunsten des Klimaschutzes auch mit freiheitseinschränkenden Mitteln durchsetzen will, zum Beispiel durch staatliche Regeln und Verbote (Gesetzgebung) in allen relevanten Lebensbereichen.
Eine solche Herrschaftsform hat bisher noch nicht existiert und derzeit (Stand 2024) bezieht sich keine politische Partei darauf.
Grundsätzlich ist der Begriff nicht einheitlich definiert, aber er dient einigen politischen Akteuren als politisches Schlagwort zur Diffamierung einer ökologisch orientierten Politik.

## Beschreibung und Bewertung

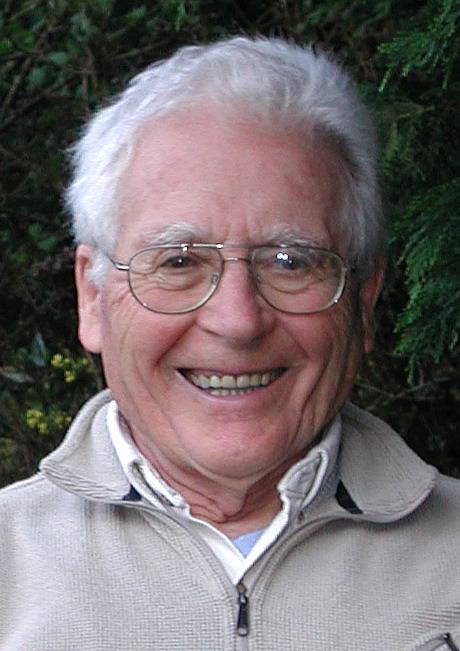
James Lovelock (2005)

Zur Überwindung der Klimakrise sind nach Einschätzung der Mehrzahl der Wissenschaftler dringend radikale Veränderungen mit einschneidenden Maßnahmen notwendig. Nur so kann ihrer Meinung nach die drohende Klimakatastrophe vermieden bzw. diese zumindest abgeschwächt werden.
Peter Graf von Kielmansegg meint, Demokratien hätten die Herausforderungen der ökologische Krise in den vergangenen Jahrzehnten verkannt.
Es stellt sich daher für einige Autoren die Frage, ob nicht-demokratische Regierungssysteme bei der Umsetzung dieser Maßnahmen erfolgreicher seien als liberale Demokratien.
Einer der ersten Protagonisten des Konzeptes einer Ökodiktatur war der britische Wissenschaftler James Lovelock. Nach seinen Vorstellungen soll dabei, ähnlich wie bei der Kriegsökonomie, also einer auf die Notwendigkeiten des Krieges ausgerichteten Wirtschaftsordnung, die Regierung die Kontrolle über die Wirtschaft übernehmen, um die Klimakrise effektiv zu überwinden. Im Fall der britischen Kriegswirtschaft war es noch Kapitalismus, da die Fabriken in den Händen der Kapitalisten war, aber die Regierung legte die Ziele fest, um „unnötige“ Produktionen zu verhindern, damit die Bevölkerung überlebte und die Armee versorgt wurde.

„Selbst die besten Demokratien sind sich einig, dass die Demokratie vorerst auf Eis gelegt werden muss, wenn ein großer Krieg bevorsteht. Ich habe das Gefühl, dass der Klimawandel ein ebenso schwerwiegendes Problem sein könnte wie ein Krieg. Es könnte notwendig sein, die Demokratie für eine Weile auf Eis zu legen.“

Wolfgang Harich kam in seinem 1975 erschienenen Werk Kommunismus ohne Wachstum zu dem Schluss, dass die Verhinderung ökologischer Übernutzung nur durch einen „kommunistischen Leviathan“, also weltumspannenden starken Staat, bewerkstelligt werden könne. Dieser „Überwachungs- und Unterdrückungsstaat“ müsse demnach sowohl Ressourcen zuteilen, über existentielle Bedürfnisse entscheiden und letztlich geburtenreduzierend wirken. Harichs Arbeit gilt als eine der ersten wachstumskritischen Veröffentlichungen der DDR, wurde jedoch von einem überwiegenden Anteil der zeitgenössischen Debatte scharf zurückgewiesen.
Im historischen Rückblick sieht der Soziologe und Sozialpsychologe Harald Welzer kein Beispiel dafür, „dass eine Diktatur oder ein autokratisches System in der Lage gewesen wäre, auf veränderte Umweltbedingungen adäquat einzugehen“. Er warnt davor, diesen Systemen eine größere Krisentauglichkeit als den vergleichsweise langsam reagierenden Demokratien zuzuschreiben. Es ist ihm „vollkommen rätselhaft, wie man auf die Idee kommen kann, Diktaturen für geeignet zu halten, mit sich verändernden Problemlagen umzugehen“. Nach Welzer würden vor allem positive Begründungen Menschen zu Verhaltensänderungen motivierten. Verbote sind für ihn dabei kein Tabu. Er könne sich sehr wohl vorstellen, beispielsweise den Fleischkonsum oder das Gewicht und die PS-Zahl bei Autos per Gesetz zu begrenzen. Auch andere Autoren weisen darauf hin, dass Diktatoren die Angewohnheit hätten, vor allem für sich zu arbeiten und nicht für das Wohl der Allgemeinheit, weshalb ein wirksamer Schutz von Klima und Umwelt von ihnen nicht zu erwarten sei.
Eine Reihe von Autoren, darunter Johano Strasser, Erich Fromm, Rudolf Bahro und Carl Amery, sehen die Demokratie nicht als Bremser, sondern als Ermöglicher für mehr Umweltschutz an. Die Ursache der Klimakrise liege vielmehr im Kapitalismus und dem damit verbundenen Wachstumszwang sowie in der derzeitigen Ausgestaltung der Demokratie als indirekt und nationalstaatlich. Ihnen gemein ist eine Forderung nach weiterer Demokratisierung und Dezentralisierung, unter anderem auch durch direkte Bürgerbeteiligung. Weiterhin wird eine Überwindung des kapitalistischen Systems angestrebt, wobei sich je nach Autor zwischen Ökokommunalismus und Ökosozialismus unterscheiden lässt. Andere Autoren wie Daniel Dettling, Torsten Krauel und Jens Blankennagel sehen hingegen in einem Ökokapitalismus, der zu einem harten Wettbewerb für die besten technischen Klimalösungen und zu einem weltweiten Markt führen soll, auf dem Kohlenstoffdioxid so teuer würde, dass niemand mehr diesen Stoff in die Umwelt emittiert, einen besseren Lösungsansatz.
Die britische Politikwissenschaftlerin Albena Azmanova weist dagegen auf die Problematik hin, dass die mit der Abwendung der Klimakatastrophe notwendigen massiven Veränderungen den Menschen Angst mache und sie so in die Arme der konservativen Parteien treiben. Speziell rechtspopulistische Parteien und Gruppierungen sind ein Sammelbecken für Leugner der menschengemachten globalen Erwärmung. Beispiele sind AfD, FPÖ, Partij voor de Vrijheid, UK Independence Party, Lega Nord und Trumpisten. Eine Studie des Forschungs- und Beratungsinstituts Adelphi sieht zudem die Gefahr, dass demokratische Parteien der Mitte die Argumente und Sprache der Rechtspopulisten übernehmen, um ihren Wählern zu gefallen.
Die Galapagosinseln kommen dem System einer „Ökodiktatur“ vergleichsweise nahe. In dem Weltnaturerbe der UNESCO gelten strenge Gesetze zum Naturschutz, die den Alltag in allen Lebensbereichen stark prägen. So wird beispielsweise durch Einreise- und Aufenthaltsbestimmungen festgelegt, wer den Archipel überhaupt betreten und dort verweilen darf. Ebenso ist genau geregelt, wer ein Auto oder ein Motorrad nutzt darf und wer die Erlaubnis bekommt, sein Haus zu renovieren. Der Staat Ecuador lenkt das wirtschaftliche Auskommen der Inselbewohner, damit der Schaden für die Umwelt möglichst gering ausfällt. So vergeben die Behörden für nahezu jede wirtschaftliche Tätigkeit in ihrer Anzahl begrenzte und zeitlich befristete Lizenzen.

## Verwendung des Begriffes
Der Begriff Ökodiktatur wird häufig zur Diffamierung einer ökologisch orientierten Politik verwendet.
So startete beispielsweise ein AfD-nahes Unternehmen im Bundestagswahlkampf 2021 eine Negativkampagne mit Falschbehauptungen gegen Bündnis 90/Die Grünen. Auf Großplakaten wurde der Partei unter anderem vorgeworfen, sie stehe für eine „Ökodiktatur“. Als der Marburger Bürgermeister Franz Kahle im Jahr 2008 die Marburger Solarsatzung initiierte, wurde er als „Ökodiktator“ geschmäht.
Auch kleinere Eingriffe zum Schutz des Klimas und der Umwelt werden häufig mit dem Etikett „Ökodiktatur“ versehen. Als Shanghai 2019 ein striktes System zur Mülltrennung einführte, titelte The Guardian: A sort of eco-dictatorship: Shanghai grapples with strict new recycling laws (dt.: „Eine Art Ökodiktatur: Shanghai kämpft mit strengen neuen Recycling-Gesetzen“).
Verschiedenenorts wurde dem Klimaaktivisten Roger Hallam, Mitgründer von Extinction Rebellion, aufgrund seiner Befürwortung zivilen Ungehorsams die Befürwortung einer „Ökodiktatur“ zugeschrieben.

## Literarische Verarbeitung im Roman
- Thomas Eisinger: Hinter der Zukunft. Nova MD, Vachendorf 2022.
- Dirk C. Fleck: GO – die Ökodiktatur. Rasch und Röhring Verlag, Hamburg 1993.